# Randonnai
Randonnai ist eine Ortschaft und eine ehemalige französische Gemeinde mit 695 Einwohnern (Stand: 1. Januar 2022) im Département Orne in der Region Normandie. Sie gehörte zum Arrondissement Mortagne-au-Perche und zum Kanton Tourouvre.
Mit Wirkung vom 1. Januar 2016 wurden die bisherigen Gemeinden Autheuil, Bivilliers, Bresolettes, Bubertré, Champs, Lignerolles, La Poterie-au-Perche, Prépotin, Randonnai und Tourouvre zu einer Commune nouvelle mit dem Namen Tourouvre au Perche zusammengeschlossen und haben in der neuen Gemeinde den Status einer Commune déléguée. Der Verwaltungssitz befindet sich im Ort Tourouvre.

## Lage
Randonnai liegt an der Avre im Norden des Regionalen Naturparks Perche, zwölf Kilometer südsüdöstlich von L’Aigle. Nachbarorte von Randonnai sind Les Aspres im Nordwesten, Crulai und Irai im Norden, Beaulieu im Nordosten, Normandel und Saint-Maurice-lès-Charencey im Osten, La Poterie-au-Perche im Südosten, Tourouvre im Süden, Bubertré und Prépotin im Südwesten, Bresolettes sowie Soligny-la-Trappe im Westen.

## Bevölkerungsentwicklung

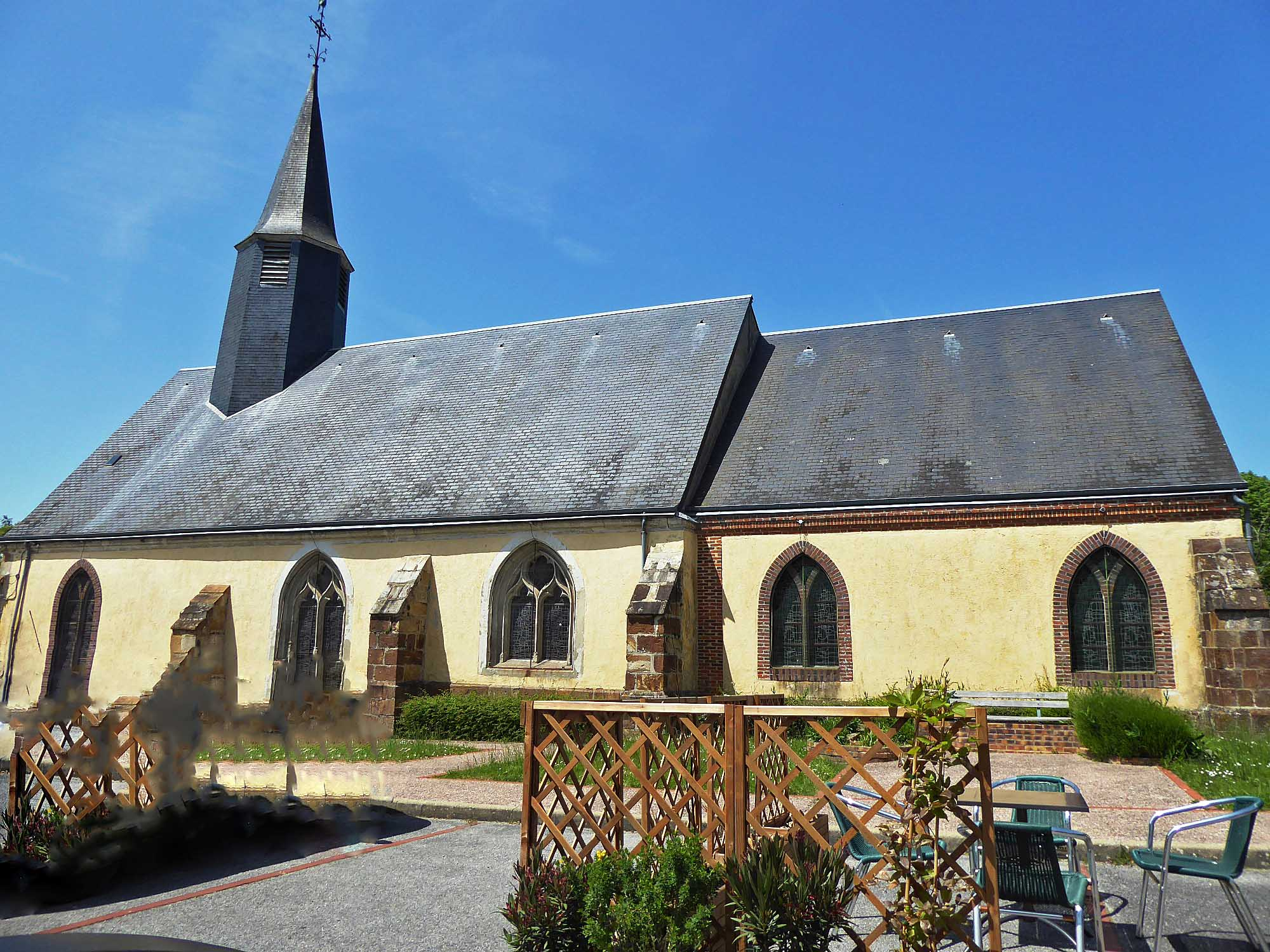
Kirche Saint-Malo in Randonnai

| Jahr                       | 1962 | 1968 | 1975 | 1982 | 1990 | 1999 | 2008 | 2015 |
| -------------------------- | ---- | ---- | ---- | ---- | ---- | ---- | ---- | ---- |
| Einwohner                  | 746  | 942  | 1458 | 1305 | 935  | 817  | 806  | 767  |
| Quellen: Cassini und INSEE |      |      |      |      |      |      |      |      |